# Olympische Winterspiele 1994/Teilnehmer (Tschechien)
| Gelbes Symbol für Goldmedaillen mit stilisierten Olympischen Ringen | Graues Symbol für Silbermedaillen mit stilisierten Olympischen Ringen | Braundes Symbol für Bronzemedaillen mit stilisierten Olympischen Ringen |
| ------------------------------------------------------------------- | --------------------------------------------------------------------- | ----------------------------------------------------------------------- |
| —                                                                   | —                                                                     | —                                                                       |

Tschechien nahm an den Olympischen Winterspielen 1994 im norwegischen Lillehammer mit einer Delegation von 65 Athleten in sieben Disziplinen teil, davon 49 Männer und 16 Frauen. Ein Medaillengewinn gelang keinem der Athleten. Es war die erste Teilnahme Tschechiens als eigenständige Nation bei Winterspielen.
Fahnenträger bei der Eröffnungsfeier war der Skilangläufer Pavel Benc.

## Teilnehmer nach Sportarten

### Biathlon
| Athleten                                              | Wettbewerbe        | Zeit        | Fehler      | Rang |
| ----------------------------------------------------- | ------------------ | ----------- | ----------- | ---- |
| Frauen                                                |                    |             |             |      |
| Eva Háková                                            | 7,5 km Sprint      | 26:48,2 min | 1 (1+0)     | 9    |
| Eva Háková                                            | 15 km Einzel       | 57:43,2 min | 6 (2+0+4+0) | 35   |
| Iveta Knížková                                        | 7,5 km Sprint      | 28:18,3 min | 3 (1+2)     | 34   |
| Iveta Knížková                                        | 15 km Einzel       | 57:23,7 min | 6 (2+1+2+1) | 34   |
| Irena Novotná                                         | 15 km Einzel       | 59:29,0 min | 4 (0+2+1+1) | 50   |
| Jiřína Pelcová                                        | 7,5 km Sprint      | 29:23,0 min | 3 (0+3)     | 49   |
| Jiřína Pelcová                                        | 15 km Einzel       | 58:07,3 min | 3 (1+0+0+2) | 37   |
| Gabriela Suvová                                       | 7,5 km Sprint      | 30:25,8 min | 4 (2+2)     | 63   |
| Jana Kulhavá Jiřína Pelcová Iveta Knížková Eva Háková | 4 × 7,5 km-Staffel | 1:57:00,8 h | 3 (3+0)     | 7    |
| Männer                                                |                    |             |             |      |
| Petr Garabík                                          | 10 km Sprint       | 30:31,2 min | 1 (0+1)     | 21   |
| Petr Garabík                                          | 20 km Einzel       | 59:48,9 min | 1 (0+1+0+0) | 11   |
| Jiří Holubec                                          | 10 km Sprint       | 30:45,2 min | 2 (0+2)     | 29   |
| Jiří Holubec                                          | 20 km Einzel       | 1:00:18,9 h | 1 (0+0+0+1) | 17   |
| Tomáš Kos                                             | 10 km Sprint       | 31:52,0 min | 1 (0+1)     | 46   |
| Ivan Masařík                                          | 20 km Einzel       | 1:01:46,0 h | 3 (1+1+0+1) | 34   |
| Petr Garabík Tomáš Kos Ivan Masařík Jiří Holubec      | 4 × 7,5 km-Staffel | 1:35:26,0 h | 0 (0+0)     | 12   |

### Bob
| Athleten                                           | Wettbewerb | Lauf 1  | Lauf 1 | Lauf 2  | Lauf 2 | Lauf 3  | Lauf 3 | Lauf 4  | Lauf 4 | Gesamt      | Gesamt |
| Athleten                                           | Wettbewerb | Zeit    | Rang   | Zeit    | Rang   | Zeit    | Rang   | Zeit    | Rang   | Zeit        | Rang   |
| -------------------------------------------------- | ---------- | ------- | ------ | ------- | ------ | ------- | ------ | ------- | ------ | ----------- | ------ |
| Männer                                             |            |         |        |         |        |         |        |         |        |             |        |
| Jiří Džmura Pavel Polomský                         | Zweierbob  | 52,66 s | 5      | 53,18 s | 7      | 53,02 s | 9      | 53,32 s | 10     | 3:32,18 min | 7      |
| Pavel Puškár Jan Kobián                            | Zweierbob  | 53,44 s | 21     | 53,42 s | 13     | 53,54 s | 21     | 53,85 s | 22     | 3:34,25 min | 20     |
| Jiří Džmura Pavel Puškár Pavel Polomský Jan Kobián | Viererbob  | 52,35 s | 14     | 52,45 s | 13     | 52,31 s | 7      | 52,40 s | 5      | 3:29,51 min | 10     |

### Eishockey
| Wettbewerb        | Männer |
| ----------------- | --- |
| Spieler           | Petr Bříza Roman Turek Jiří Vykoukal Drahomír Kadlec Bedřich Ščerban Antonín Stavjaňa Miloslav Hořava Jiří Veber Jan Vopat Kamil Kašťák Richard Žemlička Roman Horák Jan Alinč Tomáš Sršeň Petr Hrbek Tomáš Kapusta Otakar Janecký Jiří Kučera Martin Hosták Pavel Geffert Jiří Doležal Radek Ťoupal |
| Trainer           | Ivan Hlinka |
| Vorrunde          | Finnland 1:3 (1:2, 0:1, 0:0) Österreich 7:3 (2:2, 4:1, 1:0) Deutschland 1:0 (0:0, 0:0, 1:0) Norwegen 4:1 (3:0, 0:0, 1:1) Russland 3:4 (2:2, 0:2, 1:0) |
| Viertelfinale     | Kanada 2:3 n. V. (1:0, 1:1, 0:1, 0:1) |
| Platzierungsrunde | Vereinigte Staaten 5:3 (3:2, 1:0, 1:1) |
| Spiel um Platz 5  | Slowakei 7:1 (4:1, 1:0, 2:0) |
| Platzierung       | 5 |

### Eiskunstlauf
| Athleten                        | Wettbewerbe | Pflichttanz 1 | Pflichttanz 1 | Pflichttanz 2 | Pflichttanz 2 | Originaltanz | Originaltanz | Kurzprogramm | Kurzprogramm | Kür/Kürtanz   | Kür/Kürtanz   | Gesamt        | Gesamt |
| Athleten                        | Wettbewerbe | Bewertung     | Rang          | Bewertung     | Rang          | Bewertung    | Rang         | Bewertung    | Rang         | Bewertung     | Rang          | Bewertung     | Rang   |
| ------------------------------- | ----------- | ------------- | ------------- | ------------- | ------------- | ------------ | ------------ | ------------ | ------------ | ------------- | ------------- | ------------- | ------ |
| Frauen                          |             |               |               |               |               |              |              |              |              |               |               |               |        |
| Lenka Kulovaná                  | Einzel      | —             | —             | —             | —             | —            | —            | 5,5          | 11           | 14,0          | 14            | 19,5          | 13     |
| Irena Zemanová                  | Einzel      | —             | —             | —             | —             | —            | —            | 13,5         | 27           | ausgeschieden | ausgeschieden | ausgeschieden | 27     |
| Mixed                           |             |               |               |               |               |              |              |              |              |               |               |               |        |
| Radmila Chroboková Milan Brzý   | Eistanz     | 3,2           | 16            | 3,2           | 16            | 9,6          | 16           | —            | —            | 16,0          | 16            | 32,0          | 16     |
| Kateřina Mrázová Martin Šimeček | Eistanz     | 1,6           | 8             | 1,6           | 8             | 4,8          | 8            | —            | —            | 8,0           | 8             | 16,0          | 8      |
| Radka Kovaříková René Novotný   | Paarlauf    | —             | —             | —             | —             | —            | —            | 2,5          | 5            | 6,0           | 6             | 8,5           | 6      |

### Nordische Kombination
| Athleten                                 | Wettbewerb                        | Skispringen | Skispringen | Langlauf    | Langlauf | Zeit        | Rang |
| Athleten                                 | Wettbewerb                        | Punkte      | Rang        | Zeit        | Rang     | Zeit        | Rang |
| ---------------------------------------- | --------------------------------- | ----------- | ----------- | ----------- | -------- | ----------- | ---- |
| Männer                                   |                                   |             |             |             |          |             |      |
| Miroslav Kopal                           | Gundersen-Wettkampf Normalschanze | 165,0       | 48          | DNF         | DNF      | DNF         | DNF  |
| Milan Kučera                             | Gundersen-Wettkampf Normalschanze | 194,0       | 24          | 41:29,5 min | 36       | 47:22,5 min | 31   |
| František Máka                           | Gundersen-Wettkampf Normalschanze | 201,5       | 17          | 40:23,2 min | 22       | 45:26,2 min | 18   |
| Zbyněk Pánek                             | Gundersen-Wettkampf Normalschanze | 171,0       | 41          | 38:58,0 min | 5        | 47:24,0 min | 32   |
| Zbyněk Pánek Milan Kučera František Máka | Teamwettbewerb                    | 603,5       | 6           | 1:24:05,9 h | 6        | 1:34:55,9 h | 5    |

### Skilanglauf
| Athleten                                                                  | Wettbewerbe       | Zeit        | Rang |
| ------------------------------------------------------------------------- | ----------------- | ----------- | ---- |
| Frauen                                                                    |                   |             |      |
| Lucie Chroustovská                                                        | 15 km Freistil    | 47:37,8 min | 48   |
| Lucie Chroustovská                                                        | 30 km klassisch   | 1:36:07,8 h | 39   |
| Kateřina Neumannová                                                       | 5 km klassisch    | 14:49,6 min | 8    |
| Kateřina Neumannová                                                       | 10 km Verfolgung  | 28:41,8 min | 6    |
| Kateřina Neumannová                                                       | 15 km Freistil    | 43:25,1 min | 14   |
| Jana Rázlová                                                              | 5 km klassisch    | 16:39,7 min | 55   |
| Jana Rázlová                                                              | 10 km Verfolgung  | 35:38,8 min | 52   |
| Jana Rázlová                                                              | 30 km klassisch   | 1:36:40,9 h | 42   |
| Martina Vondrová                                                          | 5 km klassisch    | 16:27,3 min | 47   |
| Martina Vondrová                                                          | 10 km Verfolgung  | 33:43,9 min | 44   |
| Martina Vondrová                                                          | 15 km Freistil    | 45:29,1 min | 31   |
| Martina Vondrová                                                          | 30 km klassisch   | 1:34:50,1 h | 36   |
| Iveta Zelingerová                                                         | 5 km klassisch    | 16:15,6 min | 43   |
| Iveta Zelingerová                                                         | 10 km Verfolgung  | 32:32,2 min | 33   |
| Iveta Zelingerová                                                         | 15 km Freistil    | 46:56,3 min | 41   |
| Iveta Zelingerová                                                         | 30 km klassisch   | DNF         | DNF  |
| Martina Vondrová Iveta Zelingerová Kateřina Neumannová Lucie Chroustovská | 4 × 5 km-Staffel  | 1:02:02,1 h | 9    |
| Männer                                                                    |                   |             |      |
| Pavel Benc                                                                | 10 km klassisch   | 27:38,6 min | 65   |
| Pavel Benc                                                                | 15 km Verfolgung  | 41:24,1 min | 36   |
| Pavel Benc                                                                | 30 km Freistil    | 1:18:49,5 h | 25   |
| Luboš Buchta                                                              | 10 km klassisch   | 26:17,6 min | 26   |
| Luboš Buchta                                                              | 15 km Verfolgung  | 40:34,0 min | 24   |
| Luboš Buchta                                                              | 50 km klassisch   | 2:14:50,0 h | 20   |
| Václav Korunka                                                            | 10 km klassisch   | 27:22,8 min | 59   |
| Václav Korunka                                                            | 15 km Verfolgung  | 41:42,0 min | 37   |
| Martin Petrásek                                                           | 10 km klassisch   | 28:10,0 min | 71   |
| Martin Petrásek                                                           | 15 km Verfolgung  | 44:03,8 min | 58   |
| Martin Petrásek                                                           | 50 km klassisch   | DNF         | DNF  |
| Jiří Teplý                                                                | 30 km Freistil    | 1:17:37,8 h | 17   |
| Ondřej Valenta                                                            | 30 km Freistil    | 1:20:04,1 h | 34   |
| Ondřej Valenta                                                            | 50 km klassisch   | 2:26:08,6 h | 58   |
| Luboš Buchta Václav Korunka Jiří Teplý Pavel Benc                         | 4 × 10 km-Staffel | 1:47:12,6 h | 8    |

### Skispringen
| Athleten                                                   | Wettbewerb             | 1. Durchgang | 1. Durchgang | 1. Durchgang | 2. Durchgang | 2. Durchgang | 2. Durchgang | Gesamt | Gesamt |
| Athleten                                                   | Wettbewerb             | Weite        | Punkte       | Rang         | Weite        | Punkte       | Rang         | Punkte | Rang   |
| ---------------------------------------------------------- | ---------------------- | ------------ | ------------ | ------------ | ------------ | ------------ | ------------ | ------ | ------ |
| Männer                                                     |                        |              |              |              |              |              |              |        |        |
| Ladislav Dluhoš                                            | Normalschanze          | 86,5 m       | 108,5        | 31           | DSQ          | DSQ          | DSQ          | DSQ    | DSQ    |
| Ladislav Dluhoš                                            | Großschanze            | 95,5 m       | 67,4         | 38           | 98,0 m       | 74,4         | 29           | 141,8  | 30     |
| Zbyněk Krompolc                                            | Normalschanze          | 86,0 m       | 106,0        | 35           | 75,5 m       | 83,5         | 41           | 189,5  | 36     |
| Zbyněk Krompolc                                            | Großschanze            | 106,5 m      | 90,2         | 24           | 91,5 m       | 61,2         | 39           | 151,4  | 29     |
| Jiří Parma                                                 | Normalschanze          | 92,0 m       | 118,0        | 18           | 87,0 m       | 108,5        | 24           | 226,5  | 19     |
| Jiří Parma                                                 | Großschanze            | 104,5 m      | 88,1         | 25           | 82,0 m       | 36,6         | 54           | 124,7  | 39     |
| Jaroslav Sakala                                            | Normalschanze          | 86,5 m       | 109,0        | 30           | 94,5 m       | 126,0        | 7            | 235,0  | 13     |
| Jaroslav Sakala                                            | Großschanze            | 117,0 m      | 113,1        | 9            | 115,5 m      | 108,9        | 7            | 222,0  | 7      |
| Zbyněk Krompolc Jaroslav Sakala Ladislav Dluhoš Jiří Parma | Mannschaft Großschanze | 448,0 m      | 401,9        | 8            | 446,0 m      | 398,8        | 7            | 800,7  | 7      |